# Dadara

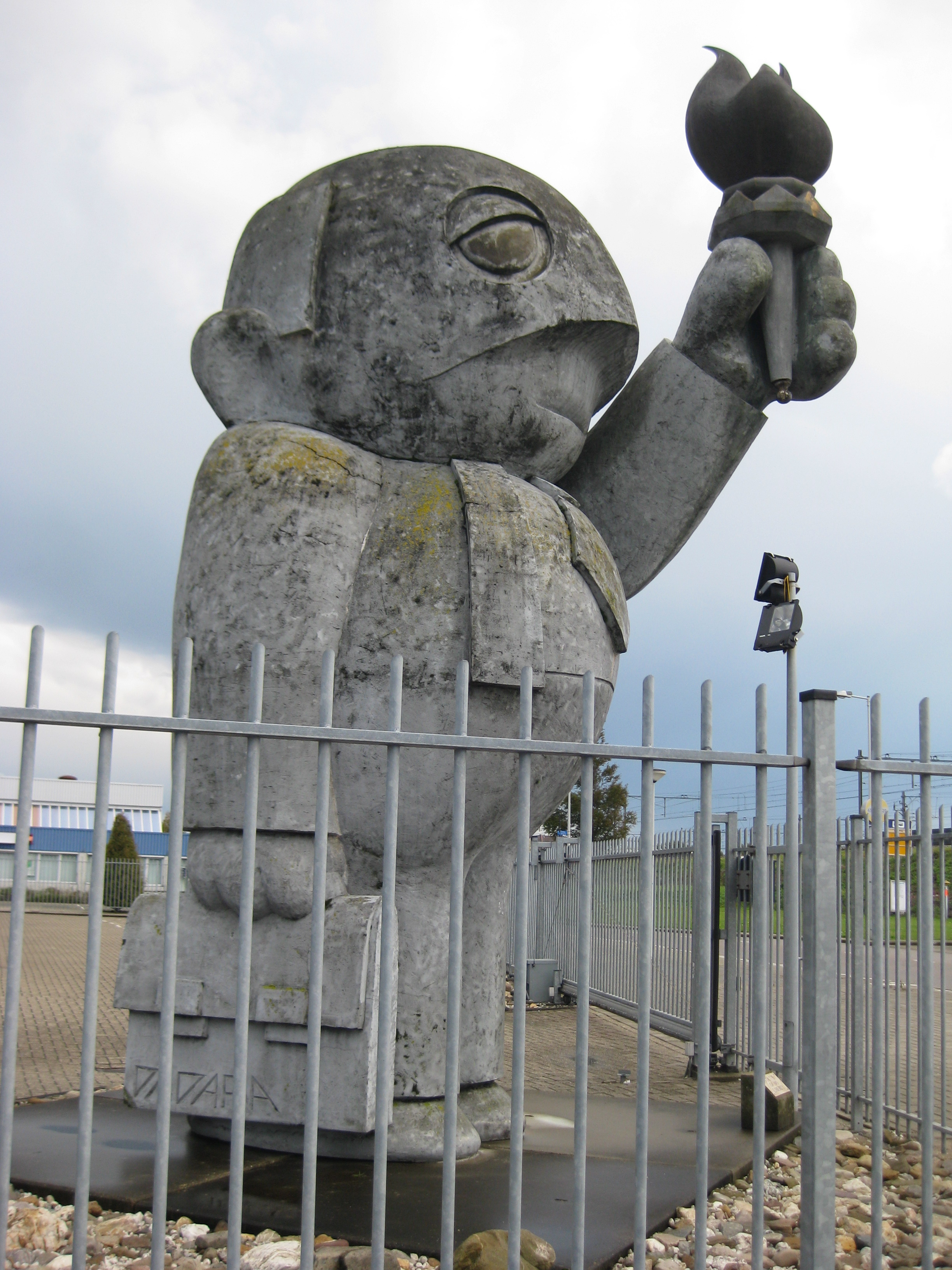
Greyman, Statue of No Liberty (1999)

Dadara is de kunstenaarsnaam van Daniël (Piotr) Rozenberg (Łódź, 8 februari 1969), Nederlands kunstenaar.
Hij heeft naam gekregen met het ontwerpen van folders, hoezen van platen en cd's, het maken van schilderijen, totempalen, cartoons, installaties en performances.
Grotere bekendheid kreeg hij voor het eerst met Greyman, Statue of No Liberty (grijze man, on-vrijheidsbeeld), een 9 meter hoog standbeeld dat in 1999 op het Museumplein bij het Rijksmuseum in Amsterdam werd neergezet.
Sindsdien heeft hij verschillende grote projecten ondernomen.
Sedert 2010 treedt Dadara op als directeur van de Exchanghibition Bank, de naam verwijst naar (Engelse) woorden voor (effecten)beurs, tentoonstelling en (handels)bank.  Het gaat hier niet om een echte bank, er worden dingen gedaan die met geld te maken hebben, bijvoorbeeld door het bewerken van bestaande bankbiljetten.
Kunstwerken en projecten die aandacht hebben gekregen:
- 1999: Greyman, Statue of No Liberty, sculptuur/standbeeld
- 2002-2003: Fools Ark (ark van dwazen, verwijzend naar de Ark van Noach en naar woonarken), een driemaster-schip, gebouwd op de oude NDSM-werf in Amsterdam-Noord, in 2003 vervoerd naar het Burning Man-festival in Nevada (VS), en daar in brand gestoken, daarna nogmaals verbrand op het Oerol-festival op Terschelling
- 2003 of 2004: Fall and Rise of The Fools Ark (film uitgebracht op dvd), met muziek van de groep Lamb
- 2007: een roze militaire tank, met de naam Love, Peace and Terror (Liefde, vrede en terreur), in Amsterdam, uiteindelijk opgeblazen
- 2008-2009: Checkpoint Dreamyourtopia, een alternatieve "grenspost" in Dallas (Texas, VS)
- 2010-: Exchanghibition Bank an Transformoney Tree, projecten (nog lopend in 2020).